# Джанлука Гаетано
Джанлука Гаетано (італ. Gianluca Gaetano, нар. 5 травня 2000, Неаполь) — італійський футболіст, півзахисник клубу «Наполі». На умовах оренди виступає за «Кальярі».

## Клубна кар'єра
Народився 5 травня 2000 року в Неаполі. Вихованець дитячої футбольної школи «Ф'ючер Бойс Чимітіле», а з 2011 року — клубної системи «Наполі».
У дорослому футболі дебютував 2019 року виступами за головну команду «Наполі». На початку 2020 року для отримання ігрової практики віддавався в оренду до друголігового «Кремонезе», де провів півтора сезони. Пізніше відавався до тієї ж команди на сезон 2021/22.

## Виступи за збірні
2015 року дебютував у складі юнацької збірної Італії (U-15), загалом на юнацькому рівні взяв участь у 13 іграх, відзначившись 2 забитими голами.
Протягом 2022 року залучався до складу молодіжної збірної Італії. На молодіжному рівні зіграв у 3 офіційних матчах, забив 1 гол.

## Статистика виступів

### Статистика клубних виступів
Станом на 1 липня 2022
| Сезон                 | Команда               | Чемпіонат             | Чемпіонат | Чемпіонат | Національний кубок | Національний кубок | Національний кубок | Континентальні кубки | Континентальні кубки | Континентальні кубки | Інші змагання | Інші змагання | Інші змагання | Усього | Усього |
| Сезон                 | Команда               | Ліга                  | Ігор      | Голів     | Ліга               | Ігор               | Голів              | Ліга                 | Ігор                 | Голів                | Ліга          | Ігор          | Голів         | Ігор   | Голів  |
| --------------------- | --------------------- | --------------------- | --------- | --------- | ------------------ | ------------------ | ------------------ | -------------------- | -------------------- | -------------------- | ------------- | ------------- | ------------- | ------ | ------ |
| 2018–19               | «Наполі»              | A                     | 2         | 0         | КІ                 | 1                  | 0                  | ЛЄ                   | 0                    | 0                    | -             | -             | -             | 3      | 0      |
| 2019-січ. 2020        | «Наполі»              | A                     | 0         | 0         | КІ                 | 0                  | 0                  | ЛЧ                   | 1                    | 0                    | -             | -             | -             | 1      | 0      |
| січ.-лип. 2020        | «Кремонезе»           | B                     | 15        | 3         | -                  | -                  | -                  | -                    | -                    | -                    | -             | -             | -             | 15     | 3      |
| 2020–21               | «Кремонезе»           | B                     | 34        | 5         | КІ                 | 2                  | 2                  | -                    | -                    | -                    | -             | -             | -             | 36     | 7      |
| серп. 2021            | «Наполі»              | A                     | 2         | 0         | КІ                 | 0                  | 0                  | ЛЄ                   | 0                    | 0                    | -             | -             | -             | 2      | 0      |
| Усього за «Наполі»    | Усього за «Наполі»    | Усього за «Наполі»    | 4         | 0         |                    | 1                  | 0                  |                      | 1                    | 0                    |               | -             | -             | 6      | 0      |
| 2021–22               | «Кремонезе»           | B                     | 35        | 7         | КІ                 | 0                  | 0                  | -                    | -                    | -                    | -             | -             | -             | 35     | 7      |
| Усього за «Кремонезе» | Усього за «Кремонезе» | Усього за «Кремонезе» | 84        | 15        |                    | 2                  | 2                  |                      | -                    | -                    |               | -             | -             | 86     | 17     |
| Усього за кар'єру     | Усього за кар'єру     | Усього за кар'єру     | 88        | 15        |                    | 3                  | 2                  |                      | 1                    | 0                    |               | -             | -             | 92     | 17     |

### Статистика виступів за збірну
Станом на 1 липня 2022